# Canadian Kennel Club
El Canadian Kennel Club (Club del Kennel Canadiense) se forma como una organización sin ánimo de lucro cuyo objetivo es la promoción y el favorecimiento de la cría de las distintas razas de perro puras.
Actualmente reconoce 174 razas distintas y, además, se encarga de la organización de diversos eventos y competiciones caninas a lo largo del país.